# Bruce Trigger
Bruce Graham Trigger (18 juin 1937 à Preston (Ontario) - 1er décembre 2006) est un archéologue canadien.

## Honneurs
- 1971 - Bourse Killam
- 1976 - Membre de la Société royale du Canada
- 1985 : Médaille Innis-Gérin
- 1989 - Bourse Killam
- 1991 : Prix Léon-Gérin
- 1991 : Prix Victor-Barbeau
- 2001 : Officier de l'Ordre national du Québec
- 2005 : Officier de l'Ordre du Canada
- 2007 : Prix Smith-Wintemberg